# توماس كار هاو جونيور
توماس كار هاو جونيور (بالإنجليزية: Thomas Carr Howe Jr.)‏ هو عسكري أمريكي، ولد في 1904، وتوفي في 1994.